# Odontocerum lusitanicum
Odontocerum lusitanicum là một loài Trichoptera trong họ Odontoceridae. Chúng phân bố ở miền Cổ bắc.